# Comuna Smoleanka, Kulîkivka
Smoleanka (în ucraineană Смолянка) este o comună în raionul Kulîkivka, regiunea Cernihiv, Ucraina, formată din satele Korosten și Smoleanka (reședința).

## Demografie
Componența lingvistică a comunei Smoleanka
     Ucraineană (99,18%)
     Alte limbi (0,67%)
Conform recensământului din 2001, majoritatea populației comunei Smoleanka era vorbitoare de ucraineană (99,18%), existând în minoritate și vorbitori de alte limbi.